# Redfall
Redfall ist ein Ego-Shooter-Computerspiel, das von Arkane Studios Austin entwickelt und von Bethesda Softworks veröffentlicht wurde. Der Open-World-Koop-Shooter mit Vampiren erschien am 2. Mai 2023 für Windows und die Xbox Series X/S. Redfall erhielt gemischte Kritiken und wurde als Misserfolg aufgefasst. Für Entwickler Arkane Austin war es das letzte Spiel, da das Studio ein Jahr später von Mutterkonzern Microsoft geschlossen wurde.

## Handlung und Spielprinzip
Es handelt sich um ein Open-World-Spiel, das in der fiktiven Stadt Redfall auf der Insel Redfall Island im US-Bundesstaat Massachusetts spielt. Die Bewohner sind von einem Ausbruch eines Vampirvirus bedroht. Die Spieler übernehmen die Rolle von vier Überlebenden, die versuchen, die Insel vor der Vampirplage zu retten. Die Spieler müssen sich gegen eine Vielzahl von Vampirarten und anderen Feinden, die von der Vampirplage beeinflusst sind, zur Wehr setzen. Das Spiel ist als Ego-Shooter mit RPG-Elementen konzipiert und wird als „story-driven“ beschrieben. Es gibt eine Vielzahl von Waffen und Ausrüstungsgegenständen zur Auswahl, einschließlich futuristischer Waffen und Technologie, die von der Vampirplage auf der Insel inspiriert sind. Der Spieler hat die Wahl zwischen vier verschiedenen Charakteren, die jeweils ihre eigenen Fähigkeiten und Stärken sowie eine Hintergrundgeschichte haben. Im Spiel gibt es auch einen Tag-Nacht-Zyklus, der das Gameplay beeinflusst.
Das Spiel kann entweder allein oder mit bis zu drei anderen Spielern im Koop-Modus gespielt werden. Im Mehrspieler-Modus kämpfen die Spieler zusammen gegen die Vampire und andere Gegner.

### Spielbare Charaktere
- Layla Illison: Sie hat telekinetische Fähigkeiten.
- Jacob Boyer: Er ist ehemaliger Militär-Scharfschütze.
- Remi de la Rosa: Ihr steht der Roboter-Hund Bribón zur Seite.
- Devinder Crousley: Er ist ein Erfinder und paranormaler Ermittler.[2]

## Entwicklung
Redfall wurde erstmals auf der Electronic Entertainment Expo (E3) 2021 von Bethesda Softworks angekündigt und sollte ursprünglich 2022 erscheinen. Entwickelt wurde das Spiel von Arkane Austin. Erst im Januar 2023 wurde mit dem 2. Mai desselben Jahres das finale Veröffentlichungsdatum bekannt gegeben.
Laut Creative Director Ricardo Bare habe man sich bei der Entwicklung mehr an Far Cry und S.T.A.L.K.E.R., als an Left 4 Dead orientiert.
Art Director Karen Segars erklärte, dass die Offene Spielwelt und der Tag-Nacht-Zyklus die zwei größten Weiterentwicklungen im Vergleich zu anderen Spielen von Arkane seien. Redfall soll auf keinem spezifischen Ort in Neuengland basieren, sondern von mehreren Orten, wie Camden, Bar Harbor, Old Orchard Beach und dem Acadia-Nationalpark, inspiriert sein. Bei den Zwischensequenzen entschied man sich für die Aneinanderreihung von Einzelbildern statt vollständig animierter Szenen.

„[Creative Director Ricardo Bare] nutzte hierfür einen guten Begriff. Es handelt sich um „Flash Sideways““

Als Engine wurde die Unreal Engine 4 verwendet. Das Spiel setzte zu Release auch für den Einzelspieler-Modus eine Internetverbindung voraus.
Da das Spiel nicht für PlayStation 5 erschien wurden bereits vor Release Stimmen laut, dass dies dem Kauf von ZeniMax durch Microsoft geschuldet sei. Sowohl Bethesda als auch Entwickler Arkane sind Teil von ZeniMax. Microsoft bestritt jedoch, dass es den Release von Spielen für PlayStation verhindert habe.
Anfang Mai 2024 wurde bekannt, dass Microsoft den Redfall-Entwickler Arkane Austin, sowie drei weitere Studios schließt. Laut IGN arbeitete Arkane Austin zuletzt noch an einem größeren Update für Redfall. Am 30. Mai wurde schließlich doch noch ein umfangreicher Patch veröffentlicht, der das Spielen ohne Internetverbindung ermöglicht. Käufern der Premium-Edition Redfall Bite Black, beziehungsweise dem Upgrade dazu, wurde der Aufpreis zurückerstattet, da der darin enthaltene angekündigte DLC-Inhalt nicht mehr erscheinen wird.

## Rezeption
Redfall erhielt gemischte Kritiken. PC Games sieht die Wertungen für das Spiel als Reinfall, da diese deutlich unter dem Niveau anderer Arkane-Spiele lägen. Noch gravierender käme dies bei den User-Wertungen zum Vorschein. Das deutschsprachige Computerspielmagazin GameStar lobt das Neuengland-Szenario als große Stärke des Spiels, kritisiert aber die Ausrichtung auf Koop, die nur mangelhaft gelingt und zu Lasten des Einzelspielers geht.

„Nicht zu Ende gedachter Shooter, der seine Mechaniken unzureichend verzahnt. Für Solisten ungeeignet, im Koop noch halbwegs unterhaltsam.“

Das Konsolenmagazin GamePro wertete das Spiel im Releasezustand aufgrund von Bugs und Abstürzen von 64 auf 56 von 100 Punkten ab. Auch abseits der technischen Probleme könne Redfall nicht überzeugen oder die Qualität anderer Genrevertreter erreichen. GameSpot berichtet von Bugs und Schwächen beim Loot-System und der Gegner-KI. IGN kam zu dem Fazit, dass das Spiel nicht bereit gewesen sei, das Tageslicht zu erblicken.
Das Spiel gilt als großer Misserfolg.